# Cascavel (Ceará)
Pour les articles homonymes, voir Cascavel.
Cascavel est une ville brésilienne de l'État du Ceará. Sa population était estimée à 72 877 habitants en 2010. La municipalité s'étend sur 838 km2.

## Maires

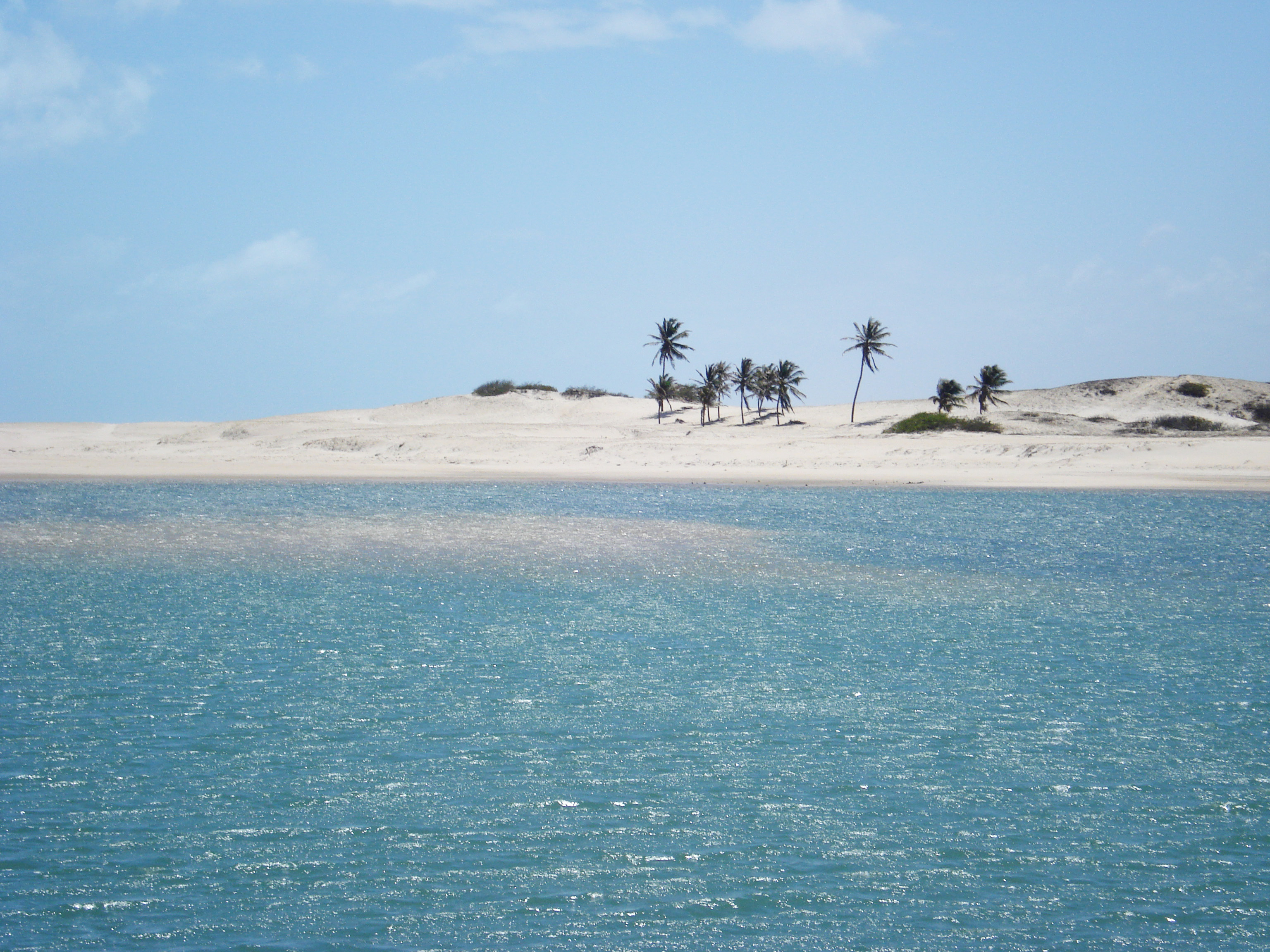
Plage dÁguas Belas à Cascavel.

| Période | Période | Identité                   | Étiquette | Qualité |
| ------- | ------- | -------------------------- | --------- | ------- |
| 2009    | 2012    | Décio Paulo Bonilha Munhoz | PDT       |         |